# Liste de publications en interdialectal
L'interdialectal (etrerannyezhel en breton) est un code orthographique de la langue bretonne dont les principes ont été définis au sein d'une commission dont les travaux se sont déroulés entre 1970 et 1975.

## Liste des ouvrages en interdialectal
(tri chronologique)
- Fañch Morvannou, « Le breton sans Peine », 1976
- Skol Vreizh, C'hwec'h kontadenn e brezhoneg aes ha bew, Plourin-Morlaix, Skol Vreizh, 1979, (sans numérotation).
- Albert Deshayes, Le breton à l'école, Plourin-Morlaix, Skol Vreizh, 1979, (sans numérotation).
- Jos Corbel, Ober gant ar brezhoneg, Manuel pratique d'apprentissage des structures du breton fondamental, Morlaix, Skol Vreizh, 1981, 128 p.
- Fañch Peru, Ur c'huzhiad avaloù douss-trenk, kontadennoù ha danevelloù berr, Montroules, Skol Vreizh, 1985, 80 p.
- Fañch Morvannou, An Utopia, Morlaix, Skol Vreizh, Planedenn 31-32-33, Stagadenn da Skol Vreizh niv. 20, 1991, 1357 p.
- Francis Favereau, Geriadur ar brezhoneg a-vremañ, dictionnaire du breton contemporain, Morlaix, Skol Vreizh, 1992, 1357 p.
- Yann-Bêr Kemener, War hent ar brezhoneg etre ar CE2 hag ar CM1, Live 3, Montroules, Skol Vreizh, 1993, 52 p.
- Patrick Hervé, Boued, Expressions culinaires bretonnes, Morlaix, Skol Vreizh, 1994, 255 p.
- Herri ar Borgn, Moc'h-gouez Kenekan, Montroules, Skol Vreizh, 1998, 78 p.
- Herri ar Borgn, Man'ken piss ar Gemene, Seglian, Kafe - Bara - Amonenn, (sans date), (sans numérotation).
- Iwan Tangi, Donaw, Morlaix, Skol Vreizh, 2000, 80 p.
- Jean-Claude Le Ruyet, Peder reolenn diasez distagadur ar brezhoneg hag o liammoù ged an doare-skriv, kounskrid mestroniezh Skol-Veur Roazon 2, 2001, 146 p.
- Michel Mermet, An urzhiataerezh war dachenn an diwyezhegezh abred : pleustradurioù pedagogel troet trema ar c'hehentiñ, Memoer Mestroniezh, Skol-Veur Roazon 2, 2001, 99 p.
- Dihun Breizh, Asilis an Argoed, Son ha gouloù, Dihun, 2002, 28 p.
- Jean Marot, Geriadur ar matematikoù, dictionnaire multilingue des mathématiques, Morlaix, Skol Vreizh, 2002, 357 p.
- Michel Mermet, Penaos deskiñ ar brosodïezh ? Implij kendod ar gomz er skol-vamm, Klaskerezh DEA, Skol-Veur Roazon 2, 2002, 128 p.
- Jean-Claude Le Ruyet, Pik ha pik ha kole kamm, Morlaix, Skol Vreizh, 2002, 128 p.
- Albert Deshayes, Dictionnaire étymologique du breton, Douarnenez, Chasse-marée, 2003, 765 p.
- Jean-Claude Le Ruyet, War hent termeniñ ur paradigm taol-mouezhiañ er frasenn simpl, kennig un taol-mouezhiañ standard ewid kelenn ar brezhoneg, studïadenn DEA, Skol-Veur Roazon 2, 2003, 126 p.
- Albert Deshayes, Ur wech e oa..., Morlaix, Skol Vreizh, 2005, 59 p.
- Jean-Claude Le Ruyet, [2005], Kan an toudig glas, Morlaix, Skol Vreizh, 173 p.
- Michel Mermet,  Informatique et maîtrise de l’oral en maternelle bilingue breton-français : modèle de l’élève dans le dialogue enfant-ordinateur et ergonomie de la parole en breton, thèse sous la direction de Francis FAVEREAU, Université Rennes 2, 2006, 569 p. (Urzhiataerezh ha mestroniezh ar gomz er skol-vamm diwyezheg brezhoneg-galleg : modell ar skoliad en dialog bugel-urzhiataer hag ergonomïezh ar gomz e brezhoneg, tesenn dindan renerezh Francis FAVEREAU, Skol-Veur Roazon 2, 569 p.)
- Dihun Breizh, komzoù ar c'halvar, Naoned, An amzer embanner, 2008, 55 p.

## Liste des publications ouvertes à l'Interdialectal
- Planedenn
- Le Peuple breton
- Ar Maen-Lemmañ, bulletin interne de Skol Vreizh / Ar Falz, 2008

## Multimédia en Interdialectal
- Skolius 1.1, 20 activités ludo-éducatives en breton, 2004, déposé et enregistré à la Bibliothèque Nationale de France.
- Skolius, 10 jeux éducatifs en breton : cycle 1, 2000.

## Liste des publications faisant référence à l'Interdialectal
- Fañch MORVANNOU, À propos du Geriadur ar matematikoù / Dictionnaire des mathématiques de Jean Marot, Hopala !, n° 15, 2003, p. 62-63.